# Tang Kolūreh
Tang Kolūreh (persiska: تنگ کلوره) är en ort i Iran.   Den ligger i provinsen Chahar Mahal och Bakhtiari, i den centrala delen av landet, 500 km söder om huvudstaden Teheran. Tang Kolūreh ligger 1 683 meter över havet och antalet invånare är 834.
Terrängen runt Tang Kolūreh är kuperad åt sydväst, men åt nordost är den bergig.Runt Tang Kolūreh är det ganska glesbefolkat, med 38 invånare per kvadratkilometer. Närmaste större samhälle är Lordegān, 7,1 km sydväst om Tang Kolūreh. Omgivningarna runt Tang Kolūreh är i huvudsak ett öppet busklandskap.